# Championnats d'Amérique du Nord de patinage artistique 1941
Navigation
Édition précédente Édition suivante
Les 10e championnats d'Amérique du Nord de patinage artistique ont lieu les 11 et 12 février 1941 à Philadelphie dans l'État de Pennsylvanie aux États-Unis.
Quatre épreuves y sont organisées: messieurs, dames, couples artistiques et quartettes. 
La Seconde Guerre mondiale ayant commencé, l'édition suivante de 1943 sera annulée.

## Podiums
| Épreuves                       | Or                                                                     | Argent                                                                | Bronze                      |
| ------------------------------ | ---------------------------------------------------------------------- | --------------------------------------------------------------------- | --------------------------- |
| Messieurs résultats détaillés  | Ralph McCreath                                                         | Eugene Turner                                                         | William Grimditch           |
| Dames résultats détaillés      | Mary Rose Thacker                                                      | Eleanor O'Meara                                                       | Norah McCarthy              |
| Couples résultats détaillés    | Eleanor O'Meara / Ralph McCreath                                       | Donna Atwood / Eugene Turner                                          | Patricia Vaeth / Jack Might |
| Quartettes résultats détaillés | Janette Ahrens / Mary Louise Premer / Robert Uppgren / Lyman Wakefield | Therese McCarthy / Virginia Wilson / Donald Gilchrist / Michael Kirby |                             |

## Tableau des médailles
| Rang  | Nation     | Or | Argent | Bronze | Total |
| ----- | ---------- | -- | ------ | ------ | ----- |
| 1     | Canada     | 3  | 2      | 1      | 6     |
| 2     | États-Unis | 1  | 2      | 2      | 5     |
| Total | Total      | 4  | 4      | 3      | 11    |

## Détails des compétitions

### Messieurs
| Rang | Nom               | Pays       |
| ---- | ----------------- | ---------- |
| 1    | Ralph McCreath    | Canada     |
| 2    | Eugene Turner     | États-Unis |
| 3    | William Grimditch | États-Unis |
| 4    | Donald Gilchrist  | Canada     |
| 5    | Arthur Vaughn     | États-Unis |
| 6    | Jack Vigeon       | Canada     |

### Dames
| Rang | Nom               | Pays       |
| ---- | ----------------- | ---------- |
| 1    | Mary Rose Thacker | Canada     |
| 2    | Eleanor O'Meara   | Canada     |
| 3    | Norah McCarthy    | Canada     |
| 4    | Jane Vaughn       | États-Unis |
| 5    | Gretchen Merrill  | États-Unis |
| 6    | Barbara Ann Scott | Canada     |
| 7    | Charlotte Walther | États-Unis |
| 8    | Ramona Allen      | États-Unis |

### Couples
| Rang | Nom                              | Pays       |
| ---- | -------------------------------- | ---------- |
| 1    | Eleanor O'Meara / Ralph McCreath | Canada     |
| 2    | Donna Atwood / Eugene Turner     | États-Unis |
| 3    | Patricia Vaeth / Jack Might      | États-Unis |
| 4    | Norah McCarthy / Sandy McKechnie | Canada     |
| 5    | Joan Mitchell / Bobby Specht     | États-Unis |

### Quartettes
| Rang | Nom                                                                    | Pays       |
| ---- | ---------------------------------------------------------------------- | ---------- |
| 1    | Janette Ahrens / Mary Louise Premer / Robert Uppgren / Lyman Wakefield | États-Unis |
| 2    | Therese McCarthy / Virginia Wilson / Donald Gilchrist / Michael Kirby  | Canada     |